# 2016년 9월 조선민주주의인민공화국 핵 실험

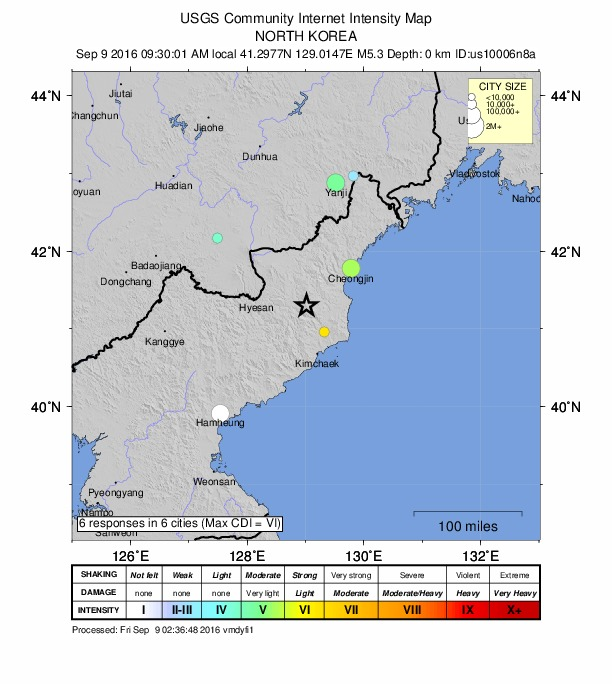
조선민주주의인민공화국 5차 핵 실험 지점

2016년 9월 9일 오전 9시 30분 경 조선민주주의인민공화국은 정권 수립일에 맞춰 2016년 1월 핵 실험에 이어 8개월만에 풍계리 핵 실험장에서 핵 실험을 감행하였다. 조선중앙통신은 공식 성명을 통해 5차 핵 실험이 성공적이었고, 핵탄두를 탄도 미사일에 장착할 수 있는 단계에 도달했음을 최종적으로 검토 확인했다고 밝혔다.

## 폭발력
대한민국 국방부는 본 핵 실험은 규모 5.0의 인공 지진을 일으켰다고 파악되며, 추정 핵출력은 10kt 정도이다.
미국 미들버리 국제학연구소의 제프리 루이스는 "핵 실험 위력이 최소 20∼30kt(킬로톤)으로 지금까지 북한의 핵 실험 가운데 최고"라고 말했다.
2013년 함형필 국방연구원(KIDA) 연구위원은 "규모 4.7~4.8 정도면 TNT폭약 15kt 위력을 보인 히로시마급에 해당한다"고 밝혔다. 2013년 대한민국 기상청은 "규모 4.9면 20kt 정도로 추정되며, 규모가 0.2가 상승한 5.1이면 50kt, 5.3이면 100kt까지 커진다"고 본다. 모멘트 규모(Mw)가 0.1 증가하면 지진 에너지는 약 1.4배가 된다.
유럽지진센터는 최초 속보에서 5.5라고 판단했다가 5.3으로 수정했다. 규모 5.5면 200 kt 핵출력이다.
미국 지질조사소(USGS), 유럽지진센터, 일본 기상청은 규모 5.3으로 본다. 즉 2016년 1월의 4차 핵 실험 당시 규모 5.1 보다 폭발력이 2배 증가했다고 본다.
대한민국 기상청도 4차 핵 실험보다 폭발력이 2배 증가했다고 본다. 그런데, 4차 핵 실험 당시 한국은 미국 일본 유럽과 동일하게 규모 5.1로 보았는데, 이번 5차 핵 실험은 폭발력이 2배라면서 규모 5.0이라고 발표했다. 4차 핵 실험 당시 한국 기상청은 처음엔 5.1이라고 했다가, 4.8이라고 수정했었다.
2013년 대한민국 기상청은 규모 5.3이면 100 kt 핵출력이라고 말했다. 국방연구원은 통상적인 기상조건 하에서, 서울을 대상으로, 100kt 핵무기가, 지면폭발 방식으로 사용된다면 24시간 이내 서울 인구의 절반인 580만 명이 사망하거나 다친다고 본다.
2015년 2월 데이비드 올브라이트 ISIS 소장은 북한 전문 웹사이트인 38노스에 "2020년까지 북한이 많게는 100개의 핵무기를 만들 수 있다"는 보고서를 올렸다. 2015년 12월 16일, 38노스 운영자인 조엘 위트 존스홉킨스대 방문연구원은 2020년까지 100 kt급 수소폭탄을 제조할 수 있는 능력을 보유하게 될 것이라고 밝혔다.
1962년 미국 네바다 핵 실험장의 세단 핵 실험은 핵출력 TNT 104 kt의 수소폭탄을 터뜨려, 리히터 규모 4.75의 인공지진이 발생했다.

## 핵 운반체 개발과의 연계
2016년 조선민주주의인민공화국에서 일어난 두 차례의 핵 실험은 모두 잠수함발사 탄도유도탄 KN-11 실험 직후 이루어져, 잦은 핵 실험이 SLBM에 장착할 핵탄두 소형화를 목표로 하고 있다는 분석이 제기되었다. 조선민주주의인민공화국은 2016년 8월 24일 KN-11 시험발사에 최초로 성공했다.
북극성(KN-11)의 개발원형이라고도 보도되는 러시아 R-27U는 200 kt 수소폭탄 3발이 탑재된다. 북한의 북극성과 이름이 같은 미국 UGM-27C 폴라리스 A-3도 무게 117 kg, 핵출력 200 kt인 W58 수소폭탄 3발이 탑재된다.
미국 폴라리스 미사일은 1959년 6월 9일 진수된 세계 최초의 SLBM 잠수함 USS 조지 워싱턴 (SSBN-598)에 탑재된 SLBM이다. 즉, 세계 최초로 실전배치된 SLBM이다.

### 대응조치
2016년 8월 24일 북한이 북극성 발사에 최초로 성공하자, 이에 대한 대응조치로, 미국 공군은 2016년 9월 5일 미니트맨 미사일을 시험발사해 무력시위를 했다.
북한 14톤 북극성(Polaris)의 참조모델인 미국 폴라리스 미사일, 러시아 R-27은 핵출력 200 kt 수소폭탄 3발을 탑재한다. 미국 공군이 대응조치로 발사한 35톤 미니트맨 미사일도 170 kt 수소폭탄 3발을 탑재한다. 최근에 475 kt으로 개량했다. 즉, 미니트맨은 연료량이 2배 이상 많아 사거리가 길고 무게가 무겁지만, 탑재하는 핵탄두 3발의 폭발력은 서로 비슷하다.
2016년 9월 9일 북한은 5차 핵 실험을 단행했는데, 일부에서는 핵출력 20 kt의 진도 5.5의 인공지진이 관측되었다.

## 반응

### 대한민국
- 핵 실험 직후 대한민국 정부는 황교안 국무총리의 주재로 긴급 안전보장회의(NSC)를 소집하였다.[10] 회의 후 조태용 국가안전보장회의(NSC) 사무처장은 청와대 춘추관에서 브리핑을 갖고, 핵 실험을 "도저히 묵과할 수 없는 중대한 도발"로 규정하고 "정부는 이를 강력히 규탄한다"고 밝혔다.[10] 또한 핵무기와 미사일 프로그램을 폐기할 것을 촉구하고, "유엔 안보리 및 양자 차원에서 더욱 강력한 제재 조치를 강구하기 위해 필요한 모든 노력을 기울여 갈 것"이라고 말했다.[10]
- 라오스를 공식 방문 중이던 박근혜 대통령은 5차 핵 실험 사태에 대한 보고를 받은 뒤, 당초 예정됐던 오후 일정을 취소하고 약 4시간 앞당겨 귀국했다.[11] 또 오전 15분간 버락 오바마 미국 대통령과 전화 통화를 하여 핵 실험 관련 공동 대응 방안 등을 논의했다.[11]
- 황교안 국무총리는 5차 핵 실험과 관련해 "각 부처는 소관 상황을 빈틈없이 점검하고, 이번 사태로 인해 국민 생활과 안전, 그리고 경제에 부정적 영향이 미치지 않도록 철저히 관리하라"고 지시했다. 또 "모든 공무원은 유사시에 비상근무체제 전환에 대비하라"고 주문했다.[12] 한편 윤병세 외교부장관은 기시다 일본 외무상, 존 케리 미국 국무장관과 전화통화를 하여 긴밀한 협조와 대응에 협의했다.[13]

### 미국
- 버락 오바마 대통령은 박근혜 대통령과의 15분간 전화 통화에서 "미국은 북한의 도발 위협으로부터 한국을 보호하기 위해 '핵우산'을 포함한 '확장억제'를 비롯해 한미상호방위조약에 입각한 모든 조치를 취해 나가겠다"고 밝혔다.[14]
- 2016년 9월 11일 한미 군사당국은 북한의 군사적 도발을 억제하기 위해, 다음달인 10월 미 해군이 USS 로널드 레이건 항공모함 타격단을 한반도로 파견해 한미 합동 군사훈련에 참가할 것이라고 밝혔다.[15]

### 중국
- 중화인민공화국 외교부는 북조선의 핵 실험에 결연히 반대한다고 밝히며, 한반도 비핵화와 핵확산 반대에 대한 중국의 입장은 확고하다고 강조하였다.[16]

### 일본
- 아베 신조 일본 총리는 기자회견에서 북조선의 핵 실험은 용납할 수 없다고 밝히며, 오바마 미 대통령과의 전화통화에서 긴급 유엔 안전 보장 이사회를 소집할 것을 촉구했다.[17]

## 같이 보기
- 핵무기 보유국
- 조선민주주의인민공화국의 대량살상무기
- 핵확산방지조약